# 창원한들초등학교
창원한들초등학교는 대한민국 경상남도 창원시 의창구에 있는 공립 초등학교이다.

## 연혁
- 2016년 3월 1일 창원한들초등학교 개교(일반학급 15학급, 특수학급 1학급, 계 16학급 331명 편성)
- 2016년 3월 1일 초대 이남식 교장 취임
- 2016년 3월 2일 신입생 입학식(102명)
- 2016년 3월 4일 창원한들초 병설유치원 개원 및 입학식(4학급 53명)